# Изборская крепость
Избо́рская крепость — каменная крепость в деревне Изборск (Псковская область). Была построена в 1330 году псковским посадником Селогой вместе с псковичами и изборянами на Жеравьей горе для защиты западных пределов Псковской земли. С момента постройки до XV века выдержала восемь осад.
До постройки крепости город (Изборск «Повести временных лет») находился на Труворовом городище.

## История
Древний Изборск был основан на рубеже VII и VIII веков на стрелке озёрного мыса, это поселение позже было названо Труворово городище. В IX веке укрепление имело небольшие размеры и занимало территорию в 4500 м².
В X веке Изборск из протогорода, племенного центра кривичей, развился в раннесредневековый город, крупный центр ремесла и торговли. В XI—XIII веках деревянная крепость была перестроена в каменную.

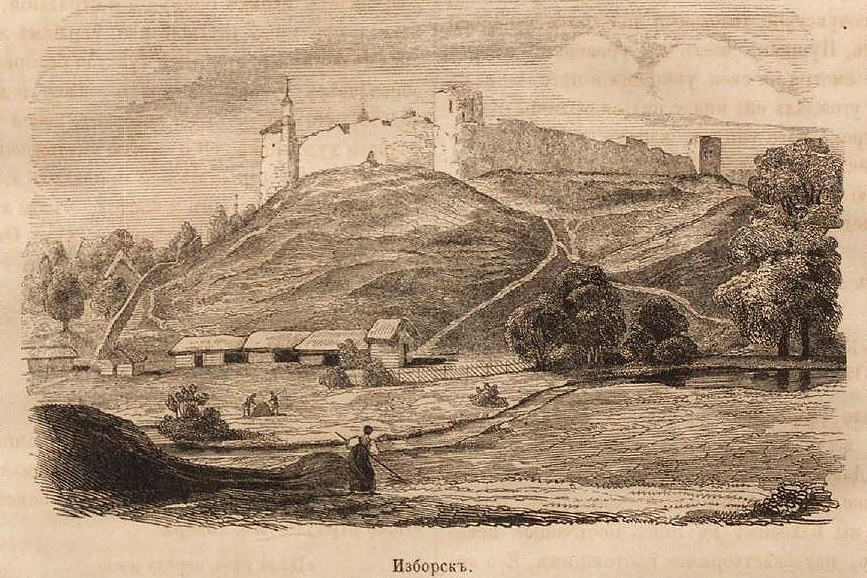
Изборская крепость в 1860-х гг.

В 1233 и летом 1240 года Изборск дважды захватывали немцы, причём в 1240-м рыцари взяли крепость штурмом уже на второй день осады. Выгнали немецких рыцарей псковитяне лишь после победы войск Александра Невского на льду Чудского озера в 1242 году.

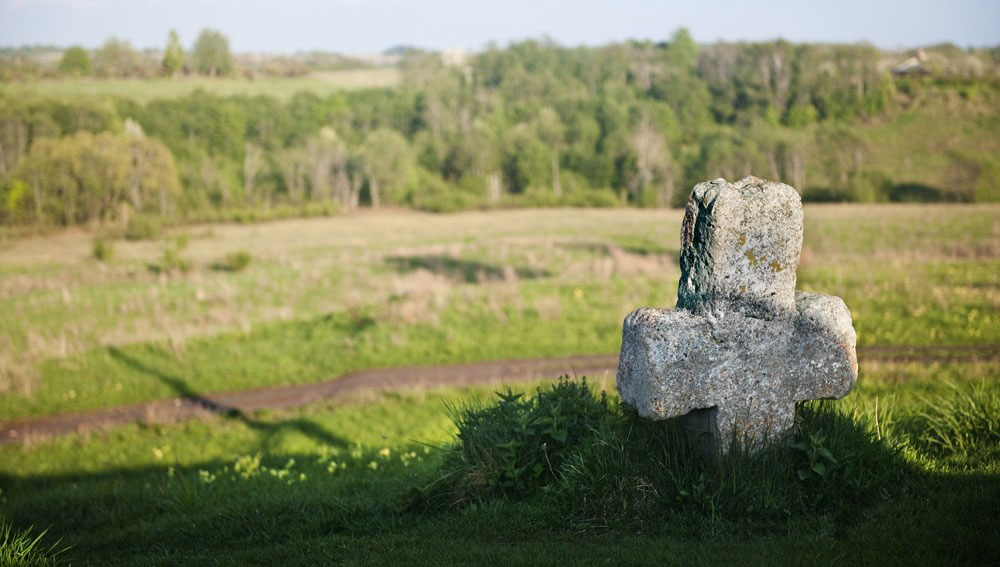
Крест возле крепости

В начале XIV века, чтобы укрепить городище, крепость была отстроена на новом месте в 1,5 км от старой — сначала деревянной, а в 1330 году псковским посадником Шелогою перестроена в каменную.
В 1342 году крепость в течение одиннадцати дней находилась в осаде ливонцев, однако так и не была взята. Ушли ни с чем и немцы, которые летом 1367 года 18 дней держали в облоге город, используя при этом тараны.
В 1581 году Изборск был взят войсками Стефана Батория. В годы Смутного времени крепость устояла перед войсками Александра Лисовского, а после Северной войны утратила военное значение.
К середине XIX века в крепости царила разруха, и только в 1842 году по приказу императора Николая I в ней был произведён ремонт крепостных стен и построена новая соборная колокольня.
В 1931 году у стен крепости, по проекту эстонского и русского архитектора Александра Владовского, была построена часовня Корсунской иконы Божией Матери.
Изборская крепость входит в состав музея-заповедника «Изборск» и является объектом музейного осмотра. На территории крепости постоянно ведутся исследовательские и реставрационные работы.

## Описание крепости

### Первая крепость

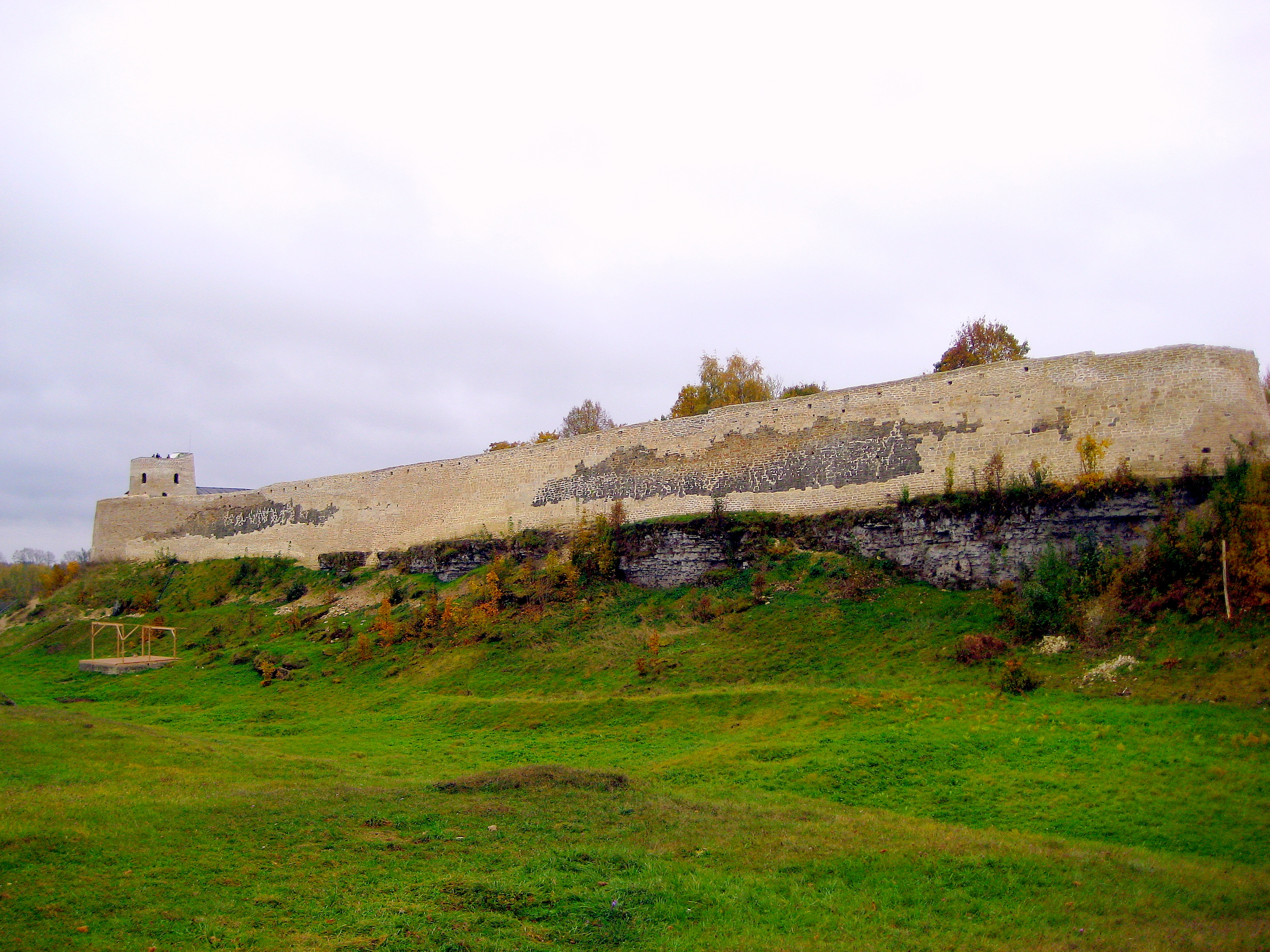
Крепостная стена (современное состояние)

У первой каменной крепости (XI—XII век) было двое ворот: западные — для сообщения с посадом и восточные, которые вели к Городищенскому озеру, где находились пристань и торг. Земляной вал с напольной стороны достигал высоты 6 метров, каменная стена мысовой части городища была шириной до 3 м и высотой в 3 м. Малая башня, пристроенная к оборонительной стене, возводилась из плитняка; толщина её стен составляла не менее 1,5 метров, она завершалась колодчатой надстройкой с конусной крышей. Рядом с башней в стене был скрытый тоннель шириной 0,8 м и высотой 1 м, снаружи он был закрыт плитняком.

### Вторая крепость
Перенесенная в 1330-е годы на новое место «вторая крепость» первоначально имела деревянное укрепление, за исключением единственной башни «Луковка», которая примыкала к восточной стене. Она имела круглую основу, внешний диаметр которой составлял 9,5 м, и была высотой около 13 м. В юго-восточной стороне крепости находился узкий коридор длиной до 40 м, проложенный на глубине 16 м под землей. Он соединял город-крепость с подножием мыса. Его стены и двухскатные своды были выложены плитняком, выход — обнесен срубом и превращен в колодец.

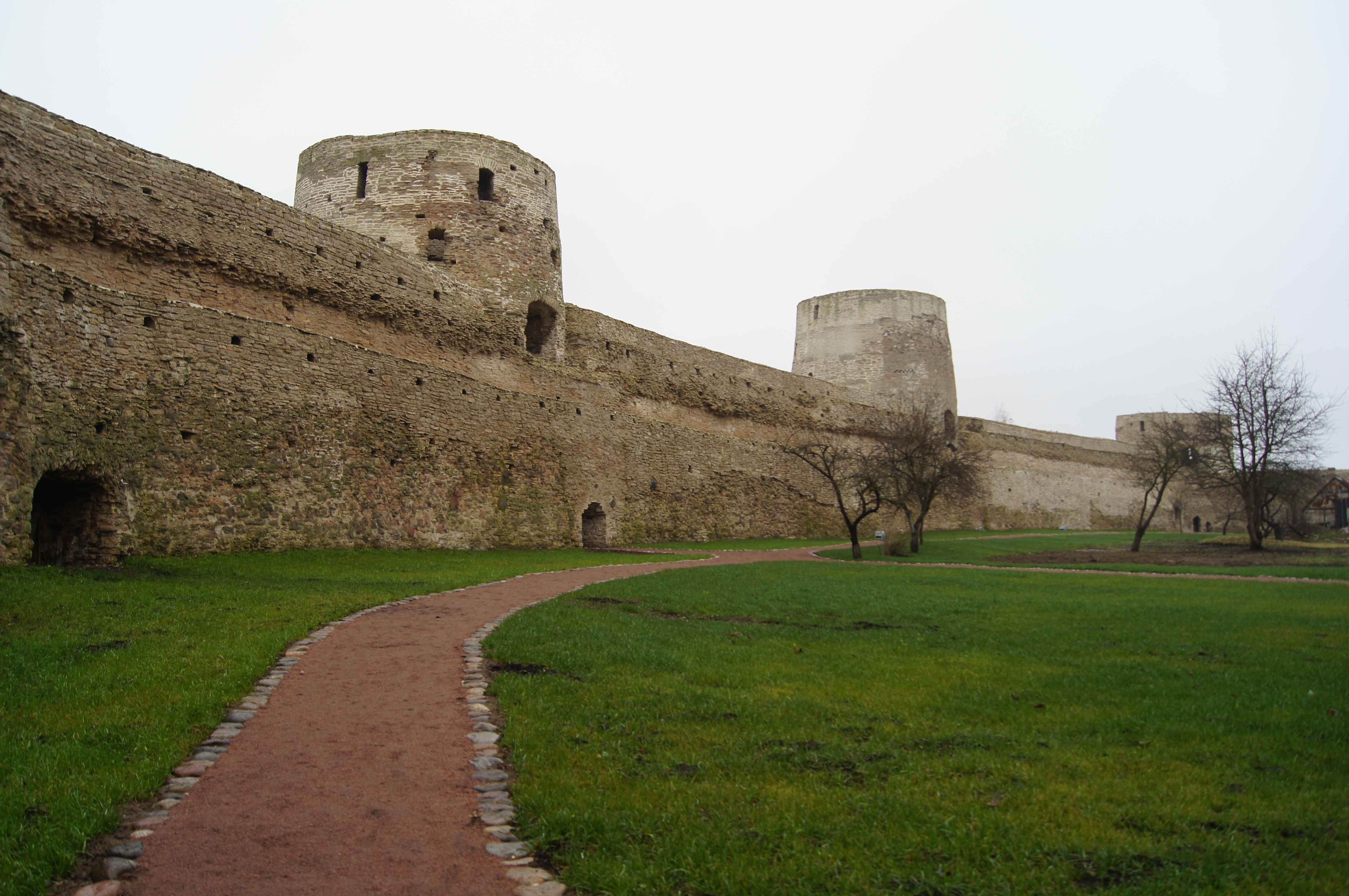
Крепость изнутри

В начале XV века крепостные стены были перестроены на каменные (сложенные из известняка), а «приступная» стена, имевшая форму выпуклой дуги, стала двухслойной. Вдоль укрепления был выкопан глубокий ров, наполненный водой. Также к крепости были пристроены несколько каменных башен, предназначавшиеся для ведения артиллерийского огня. Тогда площадь огороженной крепостными стенами территории составляла 2,4 гектара и имела общую протяженность стен до 850 метров. Толщина стен в тот период была до 3 метров.
В начале следующего столетия Изборск вновь укрепили — по всему периметру крепости были дополнительно ещё утолщены стены. В результате их ширина возросла в среднем с 2,5 м до 3,7 м (по бокам) и даже до 5 м на «приступной» стороне. В результате крепость в плане получила форму неправильного треугольника с округленными углами и шестью коническими башнями. Её площадь составляла около 15 тысяч м². Все башни находились друг от друга на расстоянии, которое не превышало 60 м, и, за исключением «Луковки», были сильно вынесены в сторону поля. Это обеспечивало эффективный обстрел территории вокруг крепости.
Северо-западная угловая башня «Плоскушка» — единственная, которая имела в плане прямоугольную форму. Её размеры 8,5×9,5 м, высота — около 15 м. Она состояла из пяти ярусов для ведения боя и пристроенного захаба, представлявшего собой узкий проход между стенами шириной около 4 м и длиной 36 м. Остальные башни крепости были в плане круглыми.

## Фотографии

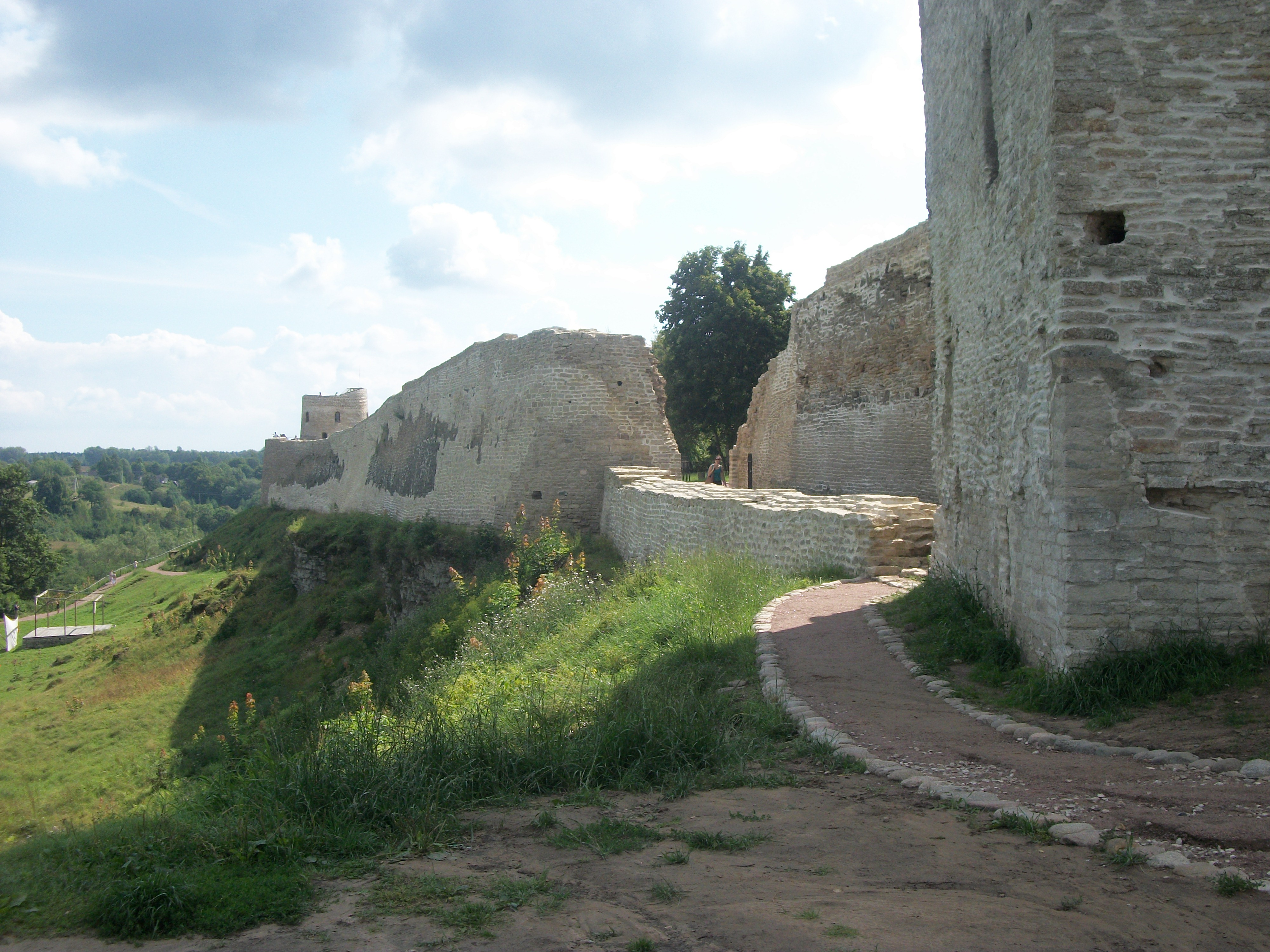
Часть крепостной стены
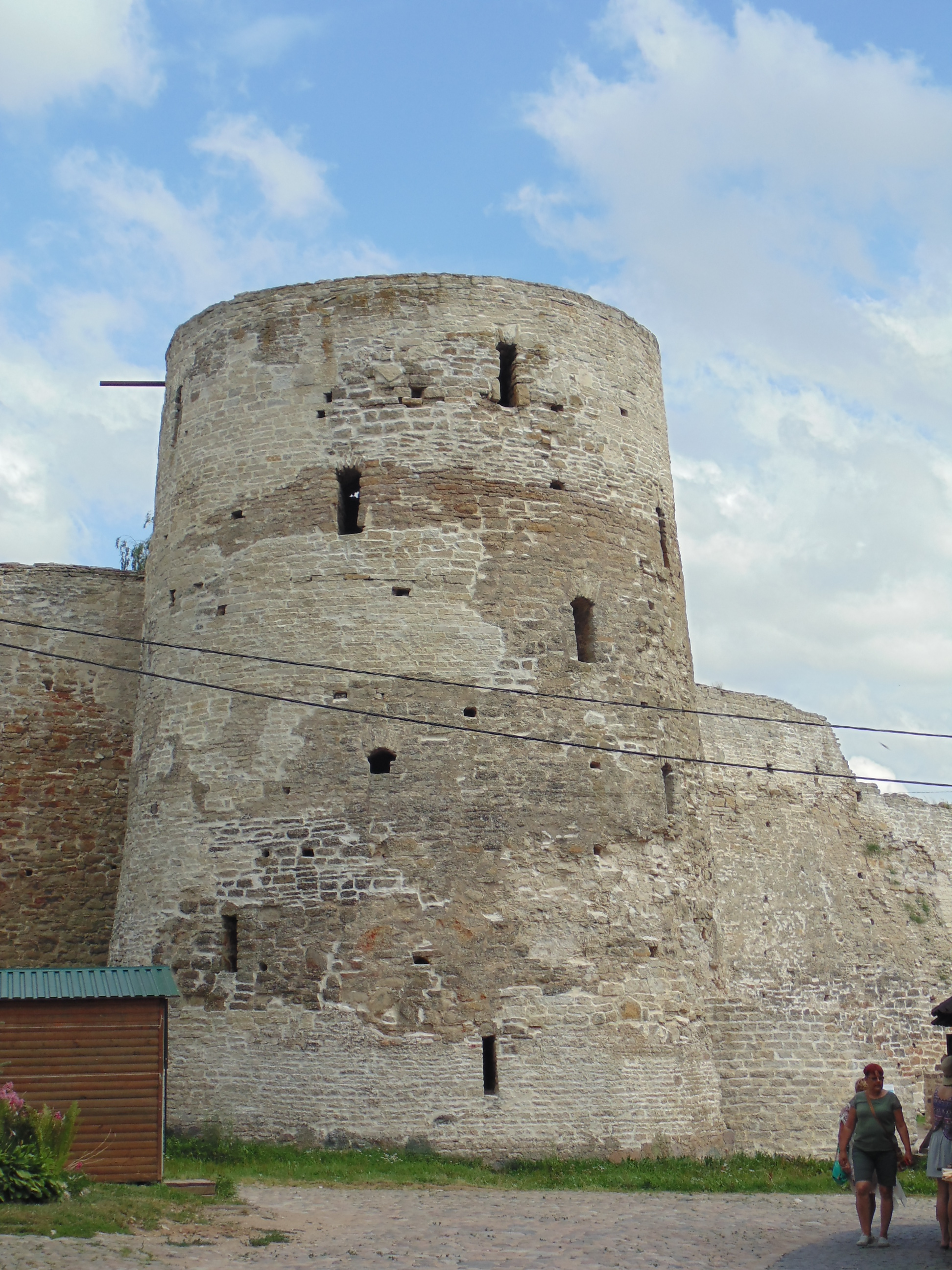
Тёмная башня
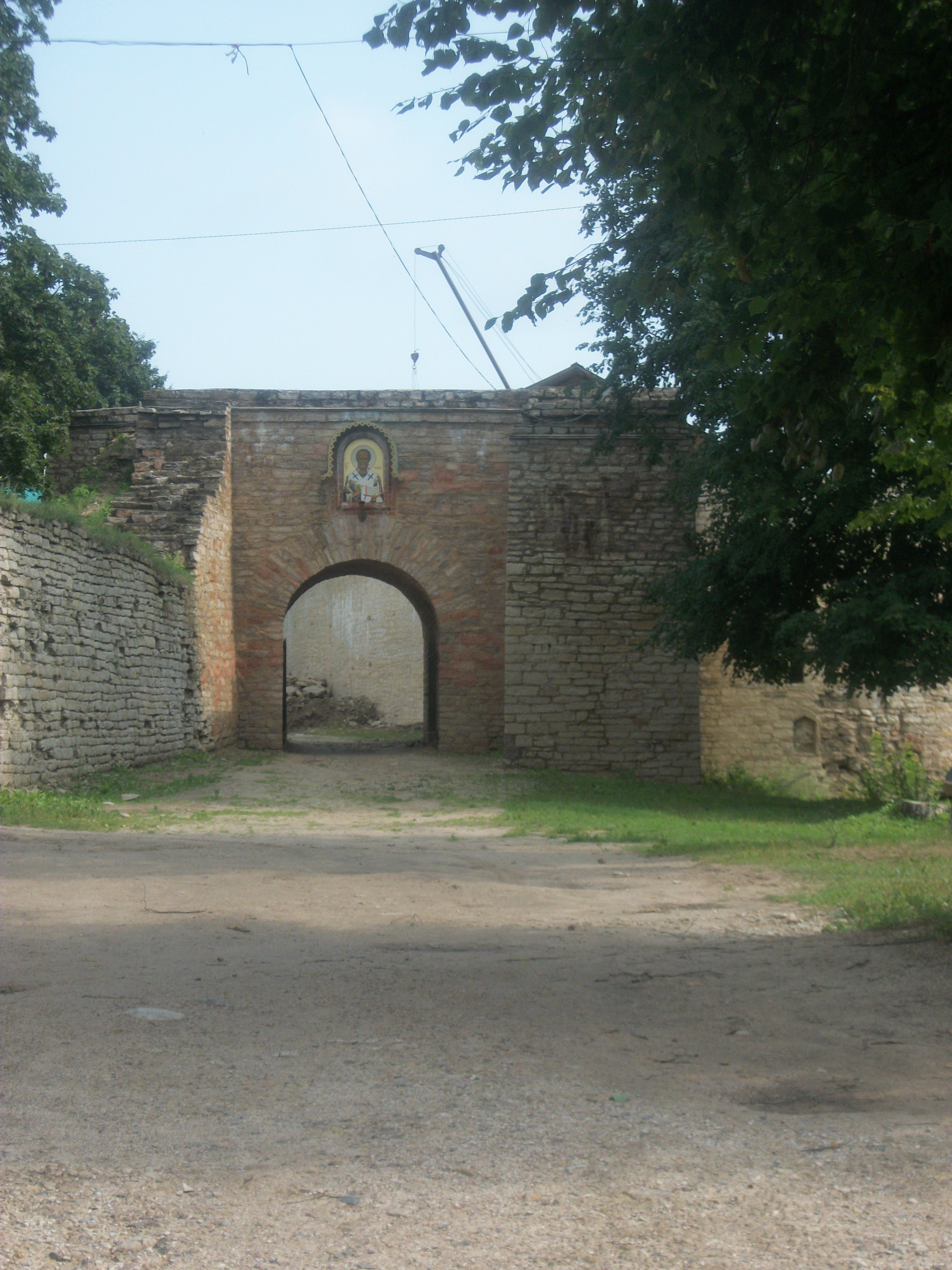
Никольские ворота и Никольский захаб
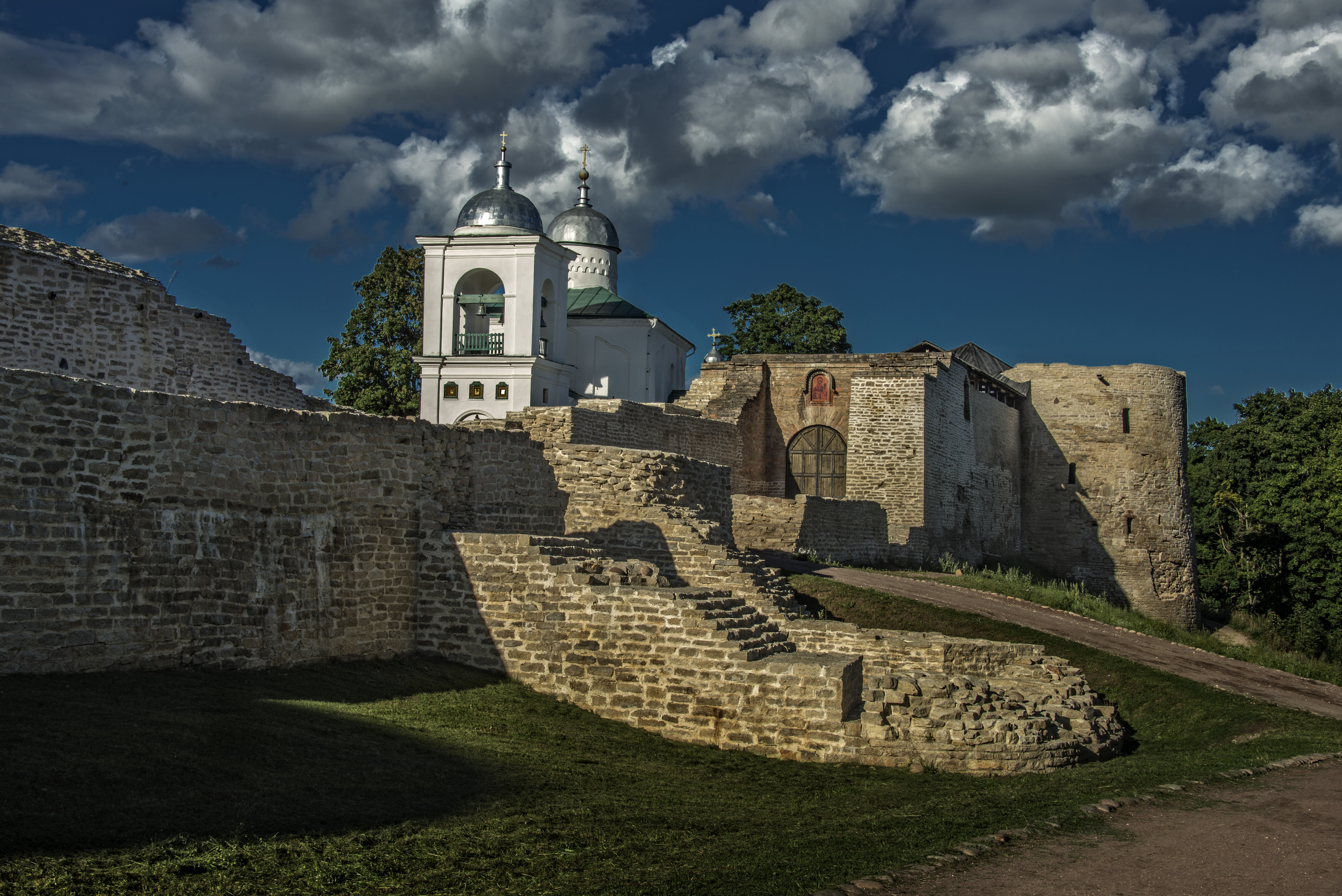
Никольский собор от входа в крепость
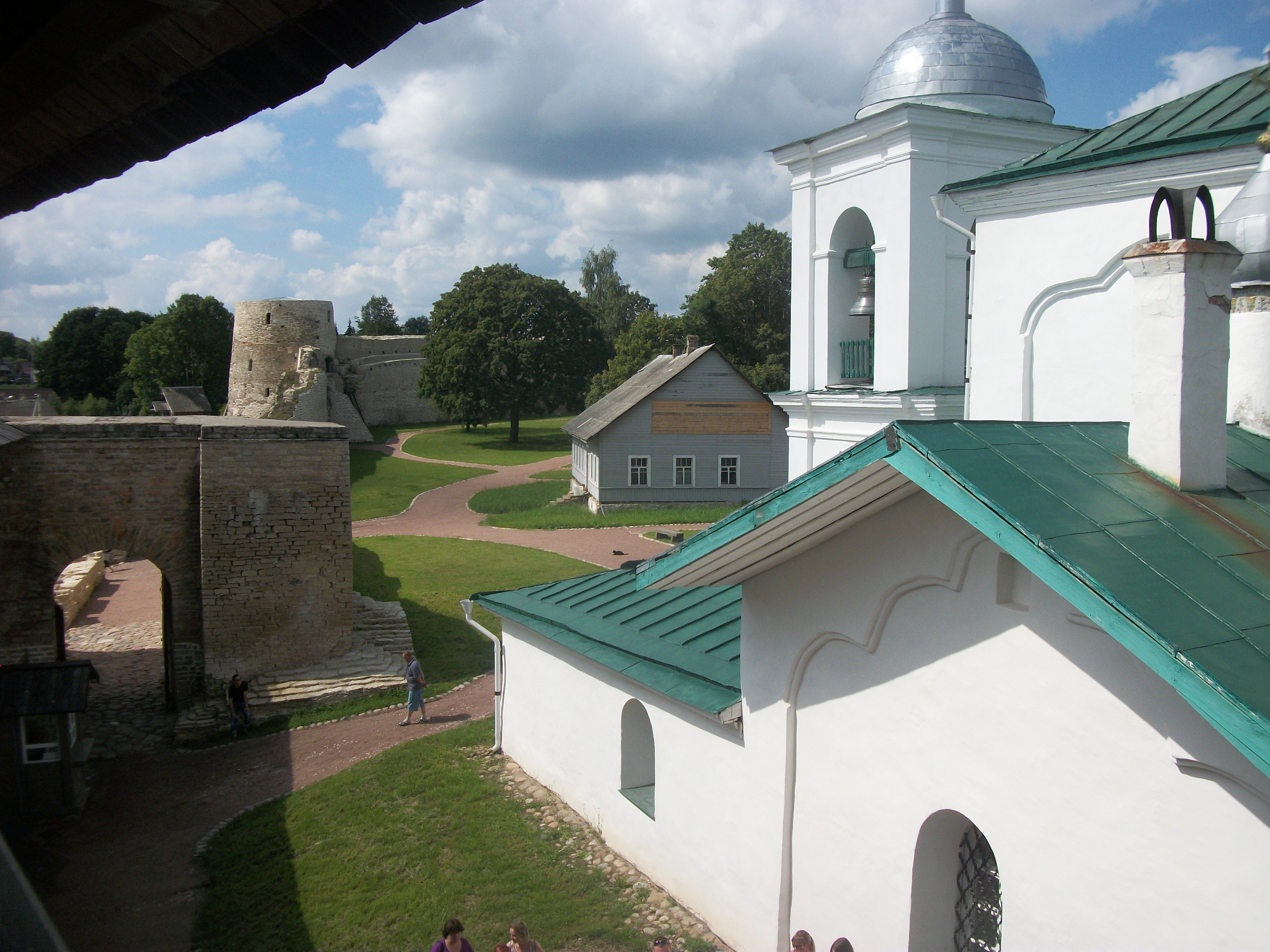
Никольский собор с видом на крепость
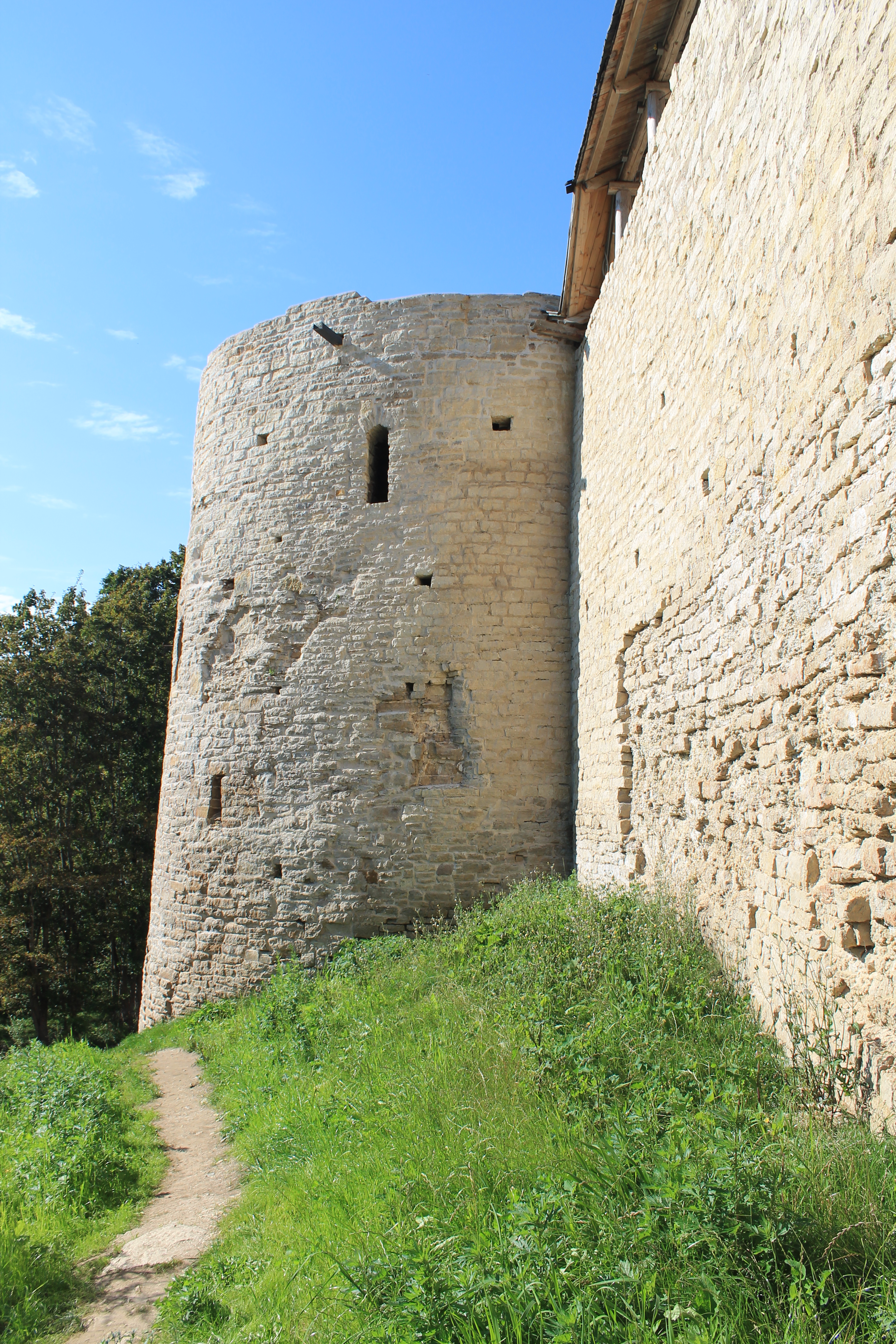
Колокольная башня
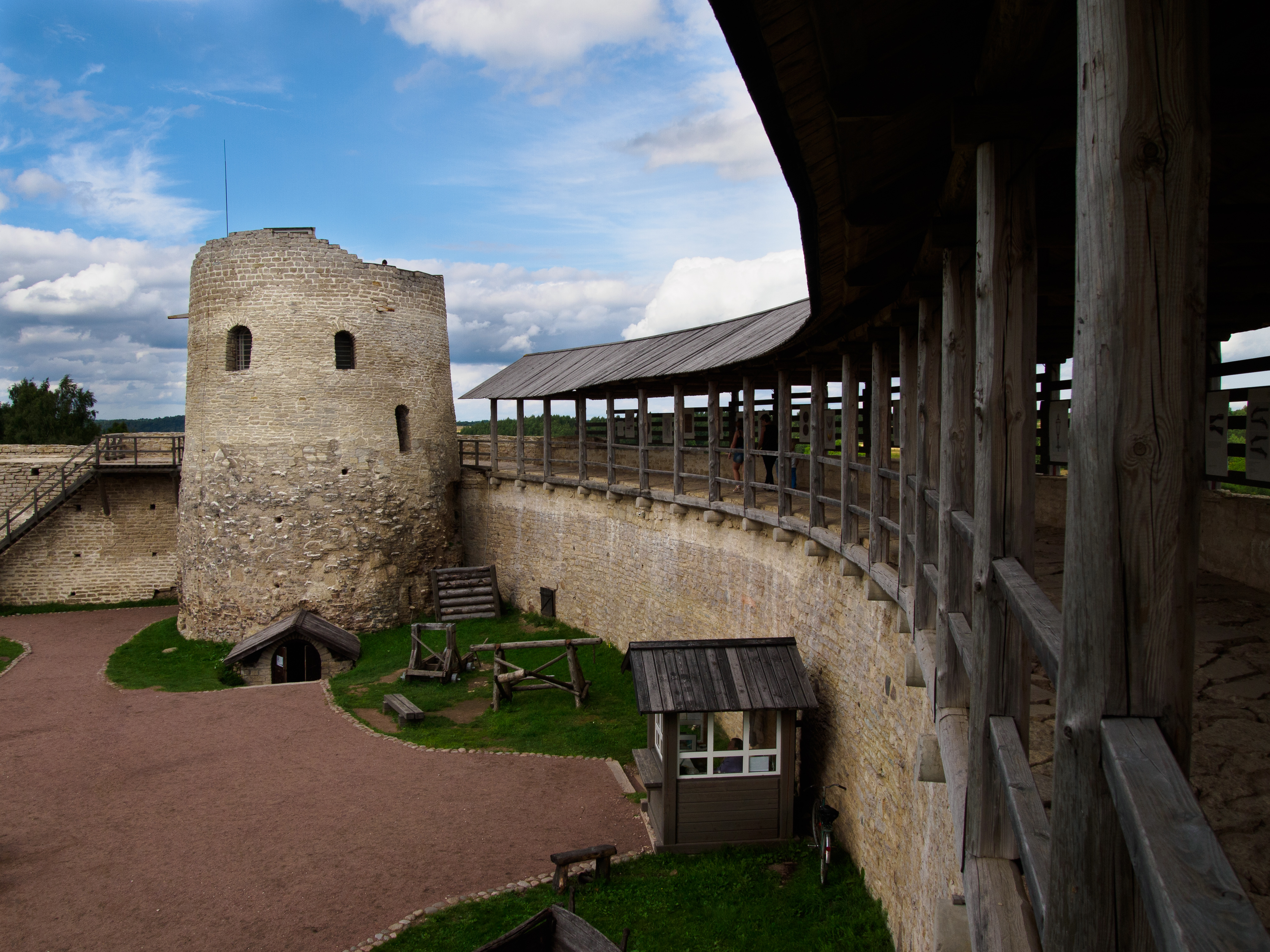
Внутренний двор Изборской крепости, башня Луковка и боевой ход
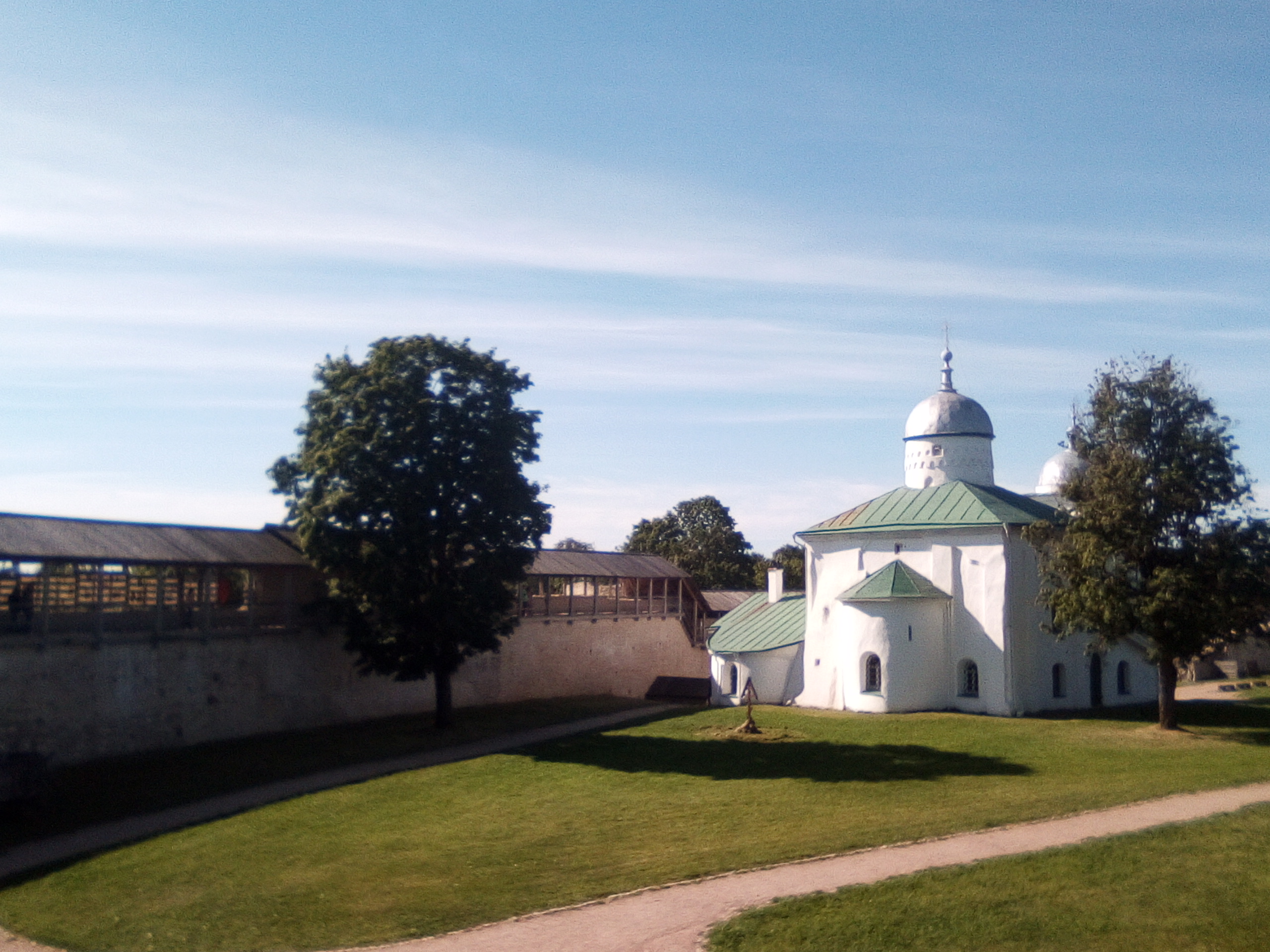
Никольский храм в крепости Изборск (вид с крепостной стены)
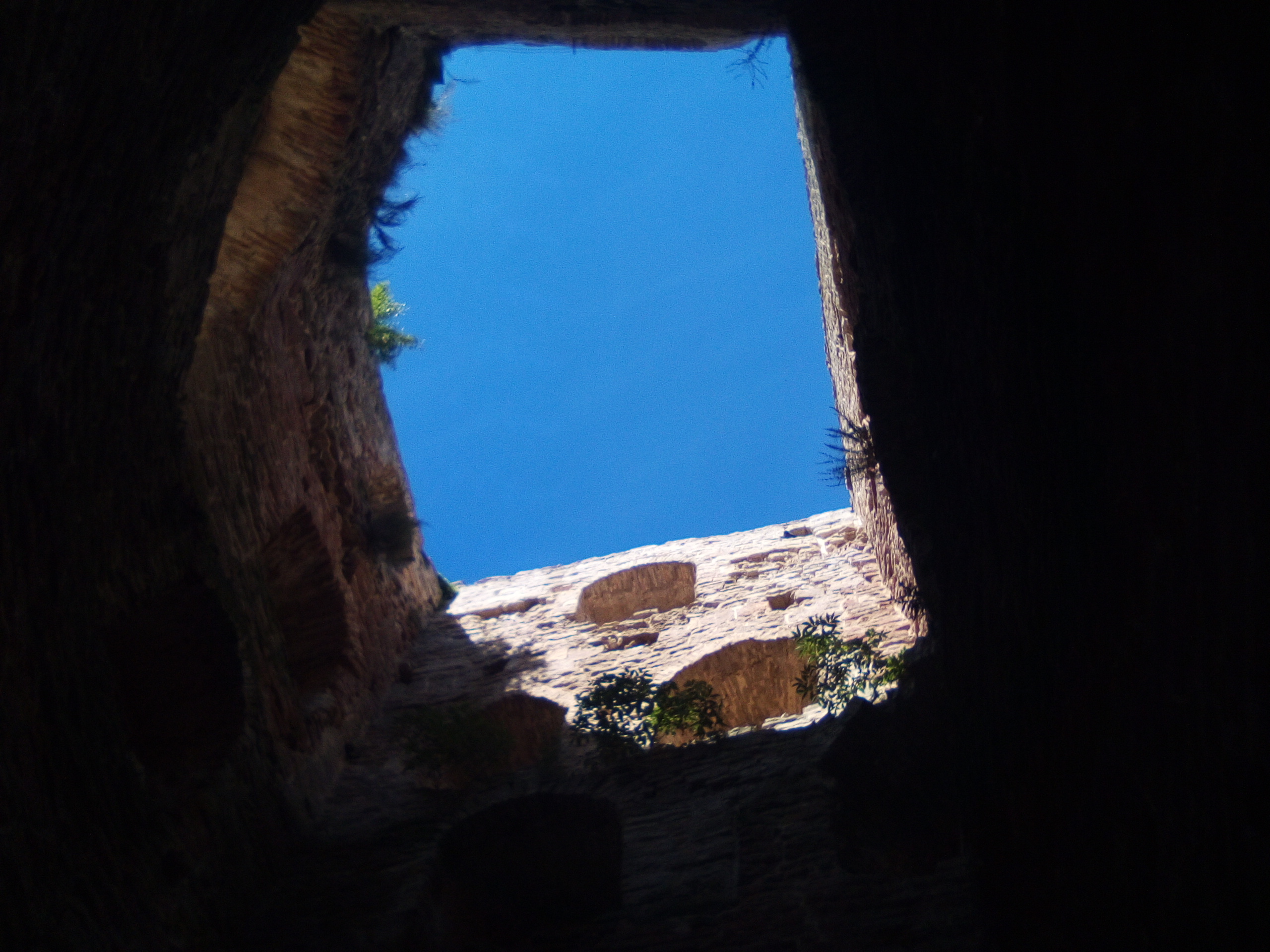
Крепостная башня Изборск (вид изнутри)
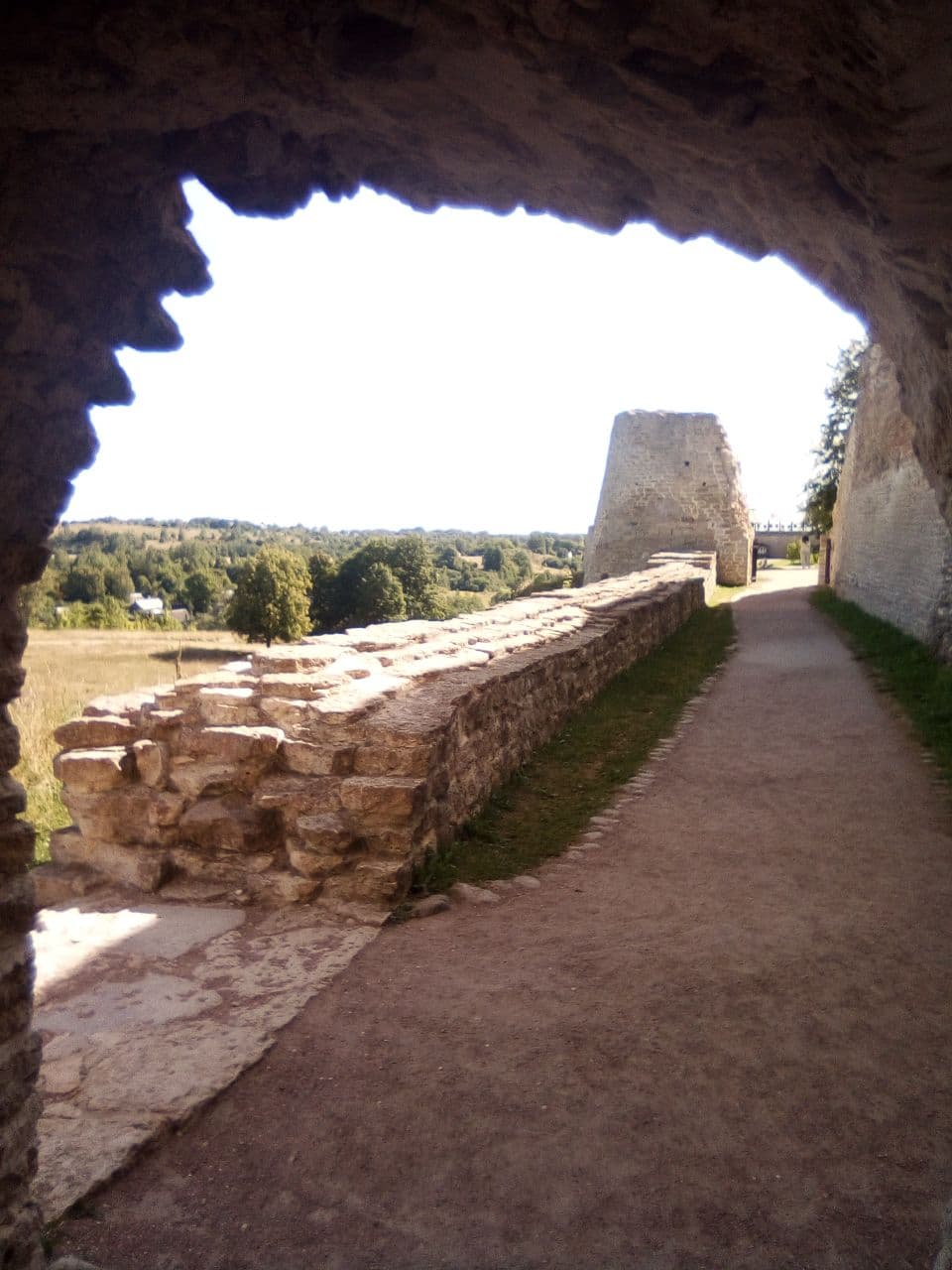
Талавский захаб
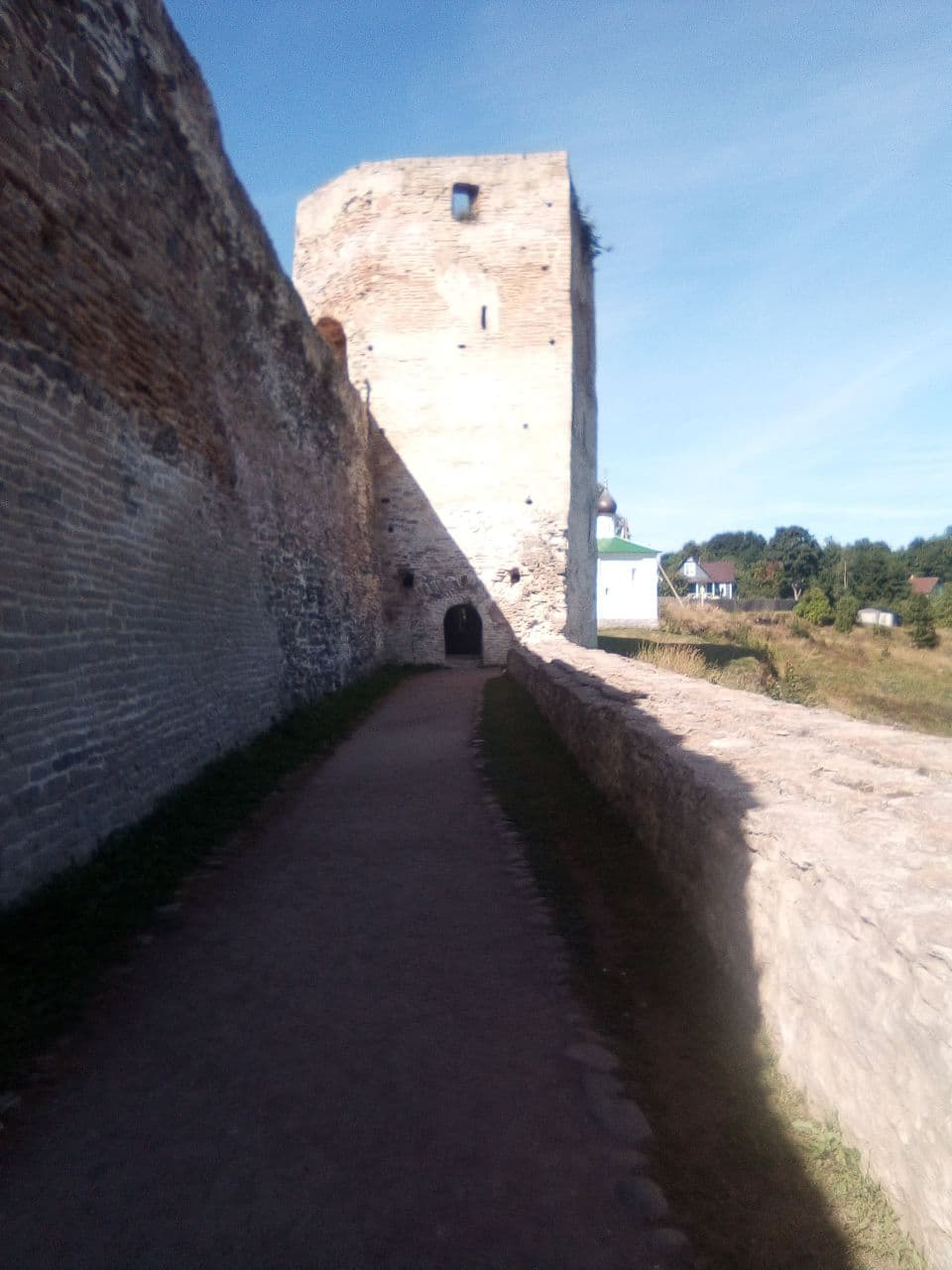
Талавская башня Изборской крепости.
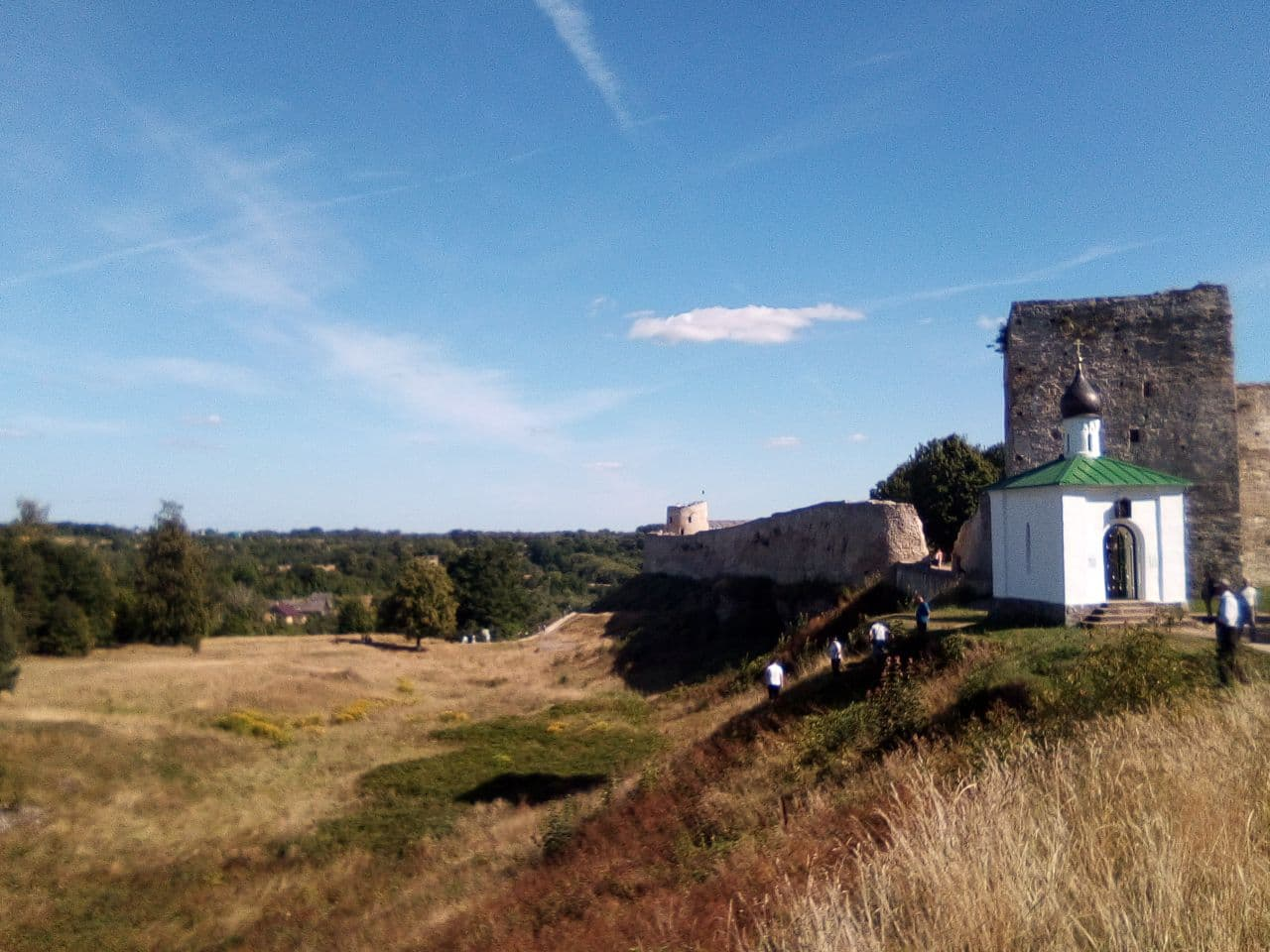
Корсунская часовня на фоне крепости.